# Sylvia Schwabe
Sylvia Schwabe, ab 1988 Sylvia Lahl, (* 20. Dezember 1962) ist eine ehemalige Ruderin, die für die DDR zweimal Weltmeisterin und einmal Weltmeisterschaftszweite war.

## Sportliche Karriere
1979 siegte Sylvia Schwabe im Doppelvierer bei den Junioren-Weltmeisterschaften, 1980 gewann sie im Einer. 1981 startete sie bei den Weltmeisterschaften in der Erwachsenenklasse und belegte den vierten Platz im Einer mit fast zwei Sekunden Rückstand auf die drittplatzierte Irina Fetissowa aus der UdSSR.

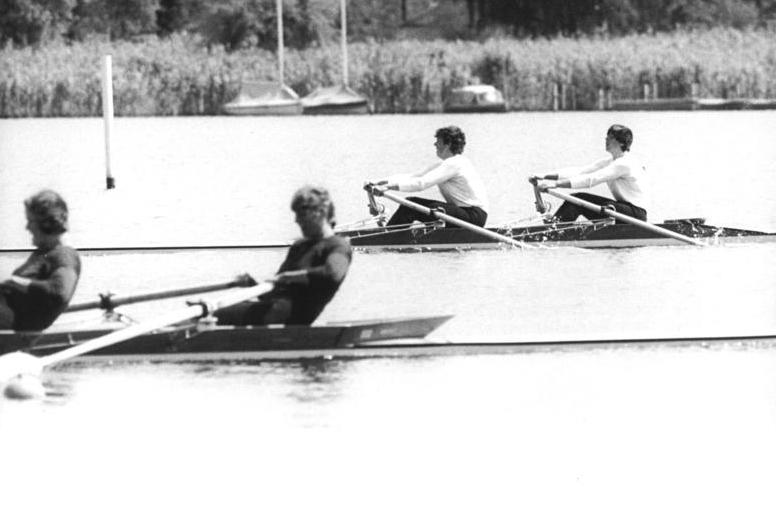
DDR-Meisterschaften im Rudern am 21. Juli 1985 in Brandenburg mit Birgit Peter und Ramona Balthasar sowie Martina Schröter und Sylvia Schwabe

Bei den Weltmeisterschaften 1983 in Duisburg belegte der Doppelvierer aus der DDR den zweiten Platz hinter dem Boot aus der UdSSR. Der Doppelvierer aus der DDR ruderte in der Besetzung Kerstin Kirst, Kerstin Pieloth, Cornelia Linse, Sylvia Schwabe und Steuerfrau Andrea Rost. Nachdem die Ruderinnen aus der DDR bei den Olympischen Spielen 1984 wegen des Olympiaboykotts nicht dabei waren, gewannen sie bei den Weltmeisterschaften 1985 in Hazewinkel vier von sechs Wettbewerben in den olympischen Bootsklassen. Im Doppelzweier siegten Sylvia Schwabe und Martina Schröter mit fast sieben Sekunden Vorsprung vor den Rumäninnen. Im Jahr darauf hatten Sylvia Schwabe und Beate Schramm bei den Weltmeisterschaften 1986 in Nottingham drei Sekunden Vorsprung auf die Rumäninnen. Bei den Weltmeisterschaften 1987 belegten Schwabe und Schramm den fünften Platz.
Die 1,80 m große Sylvia Schwabe ruderte für den SC DHfK Leipzig. Bei DDR-Meisterschaften gewann sie 1981, 1982 und 1986 den Titel im Einer, 1980 war sie Zweite hinter Jutta Hampe. Im Doppelzweier siegte sie 1984 mit Cornelia Linse, 1985 mit Martina Schröter und 1986 mit Beate Schramm. Im Doppelvierer gewann sie 1980 und 1984; 1982, 1983, 1985, 1986 und 1988 war sie Zweite im Doppelvierer, wobei sie 1988 als Sylvia Lahl antrat.